# Mirrah Foulkes

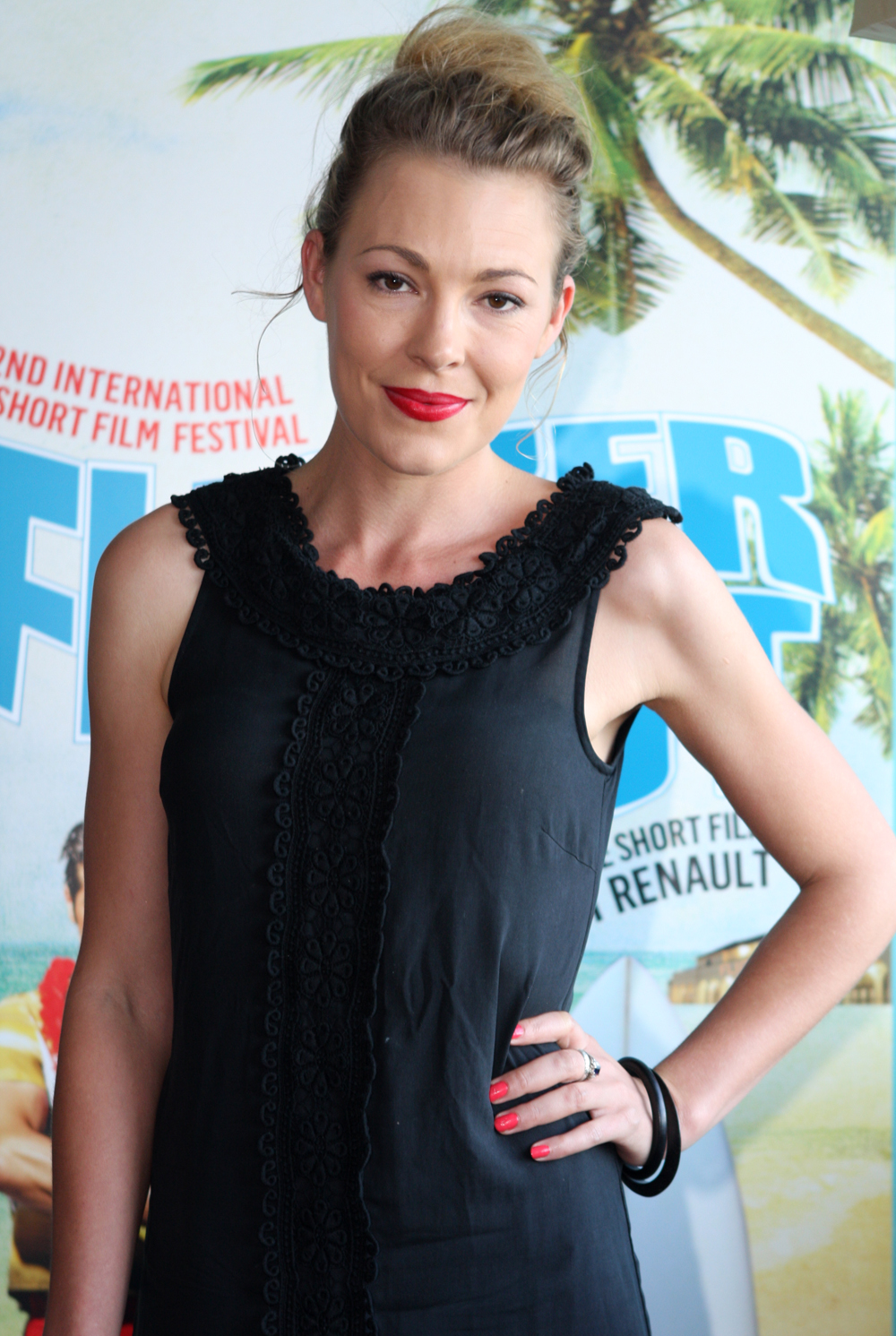
Mirrah Foulkes

Mirrah Foulkes (* 1981 in Melbourne) ist eine australische Filmschauspielerin sowie Filmemacherin.

## Leben
Mirrah Foulkes wurde Anfang der 1980er Jahre in Melbourne geboren. 2009 spielte sie die Rettungssanitäterin „Jo Mathieson“ in der Krankenhausserie All Saints. 2018 wirkte sie als Kriminalbeamtin „Soroya Dass“ in der Serie Harrow mit.
Nachdem sie eine Reihe von Kurzfilmen realisierte, erschien mit der schwarzen Komödie Judy & Punch ihr Langfilmdebüt als Regisseurin.

## Filmografie (Auswahl)

### Schauspielerin
- 2009: All Saints (Fernsehserie, 37 Folgen)
- 2010: Königreich des Verbrechens (Animal Kingdom)
- 2011: Sleeping Beauty
- 2013: The Turning
- 2013: Top of the Lake (Fernsehserie, 4 Folgen)
- 2014–2015: Hawaii Five-0 (Fernsehserie, 4 Folgen)
- 2015: The Principal (Miniserie, 4 Folgen)
- 2015: The Gift
- 2017: The Crown (Fernsehserie, Folge 2.02)
- 2018: Harrow (Fernsehserie, 10 Folgen)
- 2019: Mr Inbetween (Fernsehserie, 2 Folgen)

### Regisseurin und Autorin
- 2012: Dumpy Goes to the Big Smoke (Kurzfilm)
- 2019: Judy & Punch (Judy and Punch)
- 2021: Eden (Fernsehserie, 3 Folgen)
- 2022: Upright (Fernsehserie, 8 Folgen)